# 徳祥寺 (戸田市)
徳祥寺（とくしょうじ）は、埼玉県戸田市にある真言宗智山派の寺院。

## 歴史
後西天皇の御代（1655年 - 1663年）、定徳僧都によって開山された。近くの美女木八幡社の別当寺だった「円通寺」の住職が引退した後に住む「隠居寺」であった。なお、この円通寺は明治初期の神仏分離により、廃寺に追い込まれた。
現在はさいたま市南区の一乗院の末寺となっている。専任の住職がいない場合は一乗院住職が兼務している。

## 文化財
- 千手観音供養図絵馬（戸田市指定文化財 昭和56年10月1日指定）[3]

## 交通アクセス
- 国際興業バス 武浦01 「美谷本小学校入口」下車 徒歩6分